# Blind Stare
Blind Stare ist eine finnische Melodic-Death-Metal-Band aus Turku, die im Jahr 1999 gegründet wurde.

## Geschichte
Die Band wurde im Jahr 1999 von den Gitarristen Anders Öström und Heikki Raisio und Schlagzeuger Henry Valkonen gegründet. Kurze Zeit später kam Bassist Tuomas Kant zur Gruppe. Bis zum Beitritt von Eino Tuominen als Sänger im Frühling 2001 spielte die Band nur instrumentalen Metal. Im Herbst kam als weiteres Mitglied Keyboarder Zacharias E. Aarnio zur Besetzung. Kurze Zeit später mussten Valkonen, Raisio und Kant die Band wieder verlassen. Gitarrist und Sänger Jaakko Lehtinen kam als neues Mitglied zur Band, dem kurze Zeit später Schlagzeuger Timo Palokankare und Bassist Kalle Lahti folgten.
Im Oktober 2002 nahm die Band ihr erstes Demo in dieser Besetzung auf. Es trug den Namen Ender. Im August 2003 begab sich die Band erneut ins Studio, um das Demo Once a True Story aufzunehmen. Mit diesem Album bekam die Band etwas mehr Aufmerksamkeit und Konzertangebote. Vom Mai bis August 2004 nahm die Band eine EP namens The Reborn Genius auf. Im Oktober unterschrieb die Band einen Vertrag mit Arise Records und nahm das Debütalbum Symphony of Delusions in den  Noisecamp / Musamuusa Studios auf. Im Jahr 2005 fanden bis auf einige wenige Konzerte kaum Auftritte statt, da Palokankare, Lahti, Lehtinen und Aarnio ihren Wehrdienst leisten mussten. Gegen Ende des Jahres trennte sich die Band wieder von ihrem Label. Im Folgejahr verließ Keyboarder Aarnio die Band und wurde im Jahr 2007 durch Tuomas Riihimäki ersetzt. Im Jahr 2009 folgte ein weiteres Demo. Das zuletzt veröffentlichte Album trägt den Namen The Dividing Line.

## Stil
Die Band spielt Melodic Death Metal, bei dem auch ein leichter Power-Metal-Einfluss zu hören ist. Die Musik wird mit den Worten „Children of Bodom toben sich im finnischen Power Metal aus“ beschrieben.

## Diskografie
Demos
- Collapsing Dreamworlds (2002)
- Demo 2002 (2002)
- Ender (2002)
- Once a True Story (2003)
- Promo 2009 & Demo 2009 (2009)

Alben
- Symphony of Delusions (2005, Arise Records)
- The Dividing Line (2012, Inverse Records)

Sonstige
- The Reborn Genius (EP, 2004, Selbstverlag)